# Pierre de Lamballe
Pierre de Lamballe, mort le 24 octobre 1256, est un homme d’Église français, archevêque de Tours.

## Biographie
Né dans la paroisse de Saint-Aaron, de la ville de Lamballe, au diocèse de Saint-Brieuc, Pierre de Lamballe fut chanoine de Notre-Dame de Paris, maître en théologie à l'université de Paris entre 1242 et 1249. Élu 78e évêque avec le titre d'archevêque de Tours en 1251, il tint un concile à Château-Gontier en 1253. Il fut un défenseur de l'ordre des moines mendiants, et prit leur défense contre Guillaume de Saint-Amour (1202-1272), dit Guillaume Dumont clerc et universitaire, recteur de l'université de Paris, auteur en 1255 d'un pamphlet contre les nouveaux ordres mendiants (franciscains puis dominicains) : Tractatus brevis de periculis novissimorum temporum (Bref traité sur les périls de la fin du monde). Ce pamphlet doit beaucoup à l'injustice que ressent Guillaume de Saint-Amour face au succès de ces ordres qui captent de plus en plus les oblations, cens et droits et autre portion canonique constituant l'essentiel de ses revenus. En 1257, le pape Alexandre IV le condamne et Louis IX l'expulse de France.
Le pape Alexandre IV écrivit en 1255 à Pierre de Lamballe au sujet de Girard Ier appelé également Gilles ou Gilo second du nom : « Notre cher fils Girard, abbé de Noyers, nous a supplié, en raison de la faiblesse de sa vue et autres infirmités qui l'empêche de vaquer convenablement au gouvernement de ce monastère d'accepter sa démission de la charge abbatiale et de lui assigner une pension congrue sur les biens de ce couvent. C'est pourquoi, s'il en est ainsi, nous vous enjoignons d'accepter la démission dudit abbé et de lui assigner, de notre autorité, une pension suffisante, nonobstant toute opposition ou tout appel, quand bien même les opposants auraient obtenus du Siège apostolique la faveur de ne pouvoir être interdit, suspens ou excommuniés, sans des lettres apostoliques faisant mention mot à mot dudit privilège? Donné à Naples le troisième jours avant les nones d'avril, la première année de notre pontificat ».

### Charte de Pierre de Lamballe
Texte d'août 1252 : « Universis Christ fidelibus presentes litteras inspecturis Petrus Dei gratia Turonen, archiepiscopus salutem in Domino Cum […] nostri viri venerabili et discreti decanus et capitulum Turonen, quandam domum noventem de feodo nostro que fuit Martini  Furnerii cum duabus plateis que claustro ecclesie Toron adiacent adquisierint  nos cupientes ipsius claustri augmentum pariter et  decorem nostrum dicte acqusitioni benignum impertimur assensum volentes et concedentes quod dicti decanus et capitulum dictam domum cum plateis predictis possideant et imperpetuum habeant cum omni immunitate et libertate qua vel quibus habent et possident suas alias proprias domos claustri ecclesie Toronen. In cujus rei testimonium et munimen presentibus litteris sigillum nostrum duximus apponendum. Datum anno Domini MCCL secundo mense augusto ».
En 1252, la reine Blanche de Castille lui fait remise des droits de régale.

## Iconographie
- Pierre de Lamballe, sceau représentant l'évêque dans ses habits archiépiscopaux, tenant sa crosse dans sa main gauche et donnant la bénédiction de l'autre. Il est assis sur un siège orné de têtes d'animaux[8].